# Tierschutzvolksbegehren in Österreich 1996
Vom 18. bis 25. März 1996 wurde in Österreich das erste Tierschutz-Volksbegehren durchgeführt. Es wurde nicht durch die Sammlung von Unterstützungserklärungen, sondern durch die Unterschrift von 35 Abgeordneten zum Nationalrat von Grünen und FPÖ initiiert und in weiterer Folge von diesen beiden Parteien auch maßgeblich unterstützt. Als Organisatorin wirkte Gerda Matias vom Internationalen Bund der Tierversuchsgegner, die hierfür eine überparteiliche Plattform gründete. war Ziel dieses Volksbegehrens war es, die bis zu diesem Zeitpunkt neun teilweise sehr unterschiedlichen Landestierschutzsgesetze auf ein möglichst fortschrittliches bundesweites Tierschutzgesetz zu vereinheitlichen. Elf Monate später wurde es im Februar 1997 trotz 459.096 Unterschriften aus der Bevölkerung im Nationalrat auf unbestimmt verschoben. Das begehrte Ziel eines Österreichischen Bundestierschutzgesetzes wurde erst sieben Jahre später 2004 nach einer intensiven Kampagne von Tierschutzorganisationen im Nationalrat beschlossen. In Kraft getreten ist das Bundesgesetz über den Schutz der Tiere (Tierschutzgesetz - TSchG) dann schließlich am ersten Jänner 2005.

## Forderungen
Die Forderungen dieser Initiative beinhalteten:
1. Die Verankerung des Tier- und Umweltschutzes als Rechtsgüter im Verfassungsrang.
2. Die Einrichtung einer unabhängigen, aus öffentlichen Mitteln finanzierten Tieranwaltschaft zur Wahrnehmung des Interesses der Tiere an ihrem Wohlergehen und zur Kontrolle des Vollzugs in Tierschutzangelegenheiten. Der Tierschutzanwaltschaft sollte Parteistellung im Verfahren nach dem Bundes-Tierschutzgesetz eingeräumt werden.
3. Die Anerkennung des Tierschutzes als öffentliches Anliegen sowie die ideelle und finanzielle Förderung der Tierschutzarbeit durch die öffentliche Hand.

Das Tierschutzvolksbegehren 1996 enthielt zahlreiche konkrete Angaben dazu, wie diese Ziele erreichbar sein sollten. Im Text wurde argumentiert, dass Rechtseinheitlichkeit, Rechtssicherheit und Transparenz durch neun unterschiedliche Regelungen ungeeignet wären, den Bedürfnissen nach einem modernen Tierschutz gerecht zu werden. Ihre Unzulänglichkeit zeige sich vor allem in der Ungleichbehandlung der Tiere in den einzelnen Bundesländern. So enthielt etwa das Tiroler und das Burgenländische Tierschutzgesetz keine Regelung über das Schlachten von Tieren. Die Pelztierzucht war nur im Wiener und im Kärntner Tierschutzgesetz sowie in der Steiermärkischen Intensivtierhaltungsverordnung ausdrücklich erfasst. Mindestanforderungen für den Bereich der landwirtschaftlichen Nutztierhaltung waren lediglich in der Steiermark und in Vorarlberg (jeweils im Verordnungsweg) vorhanden. Die vorgesehenen Höchststrafen lagen zwischen maximal 3.000 in Oberösterreich und 100.000 Schilling in Wien, Kärnten und der Steiermark. Es wäre nicht einzusehen, warum ein Tier in einigen Bundesländern schlechter behandelt werden dürfe als in anderen. Die Zersplitterung der Vorschriften auf neun Gesetze und etliche Verordnungen behindere den Vollzug des Tierschutzrechtes. Vor der Abstimmung über den Beitritt Österreichs zur Europäischen Union hatten Vertreter der Österreichischen Bundesregierung betont, Österreich werde in den Bereichen des Tier- und Umweltschutzes eine Vorreiterrolle innerhalb der EU einnehmen. Die Umsetzung dieses Anspruchs wurde im Tierschutzvolksbegehren eingefordert.

## Begründung
Die konkreten Forderungen des Tierschutz-Volksbegehrens 1996 wurden auch umfassend begründet.

### Tierschutz im Verfassungsrang
Ohne verfassungsrechtliche Verankerung des Tierschutzes wäre er – dem Stufenbau der Rechtsordnung entsprechend – automatisch den verfassungsrechtlichen Grundsätzen untergeordnet, sodass es im Kollisionsfall nicht einmal zu einer Rechtsgüterabwägung kommen könne. Diese Rechtslage wäre in einer Zeit des eskalierenden Missbrauchs der Mitgeschöpfe (z. B. in der Gentechnik) untragbar. Nicht zuletzt diese Überlegungen hätten die Schweiz dazu veranlasst, den Tierschutz in ihre Verfassung aufzunehmen und ihm die Gleichrangigkeit mit anderen Staatszielen zuzuerkennen.

### Tieranwaltschaften
Die Notwendigkeit von Tieranwaltschaften wurde mit dem Sprichwort „Wo kein Kläger, da kein Richter“ illustriert. Es wurde argumentiert, dass dieser Spruch auf den Vollzug im Bereich des Tierschutzrechtes in besonderem Maße zuträfe. Der massiven und skrupellosen Ausbeutung des Tieres in unserer Gesellschaft, die sich zu Pluralismus und Interessenausgleich bekennt, stünde im Bereich des Tierschutzes kein Widerpart gegenüber, der zur Wahrnehmung des Interesses der Tiere an ihrem Wohlergehen berufen wäre. Die Vollzugsbehörden, welchen diese Funktion in der Theorie zufalle, wären damit eindeutig überfordert: Rechtstheoretisch wie psychologisch wäre es unmöglich, objektive Rechtsfindung unter gleichzeitiger Wahrnehmung der Interessen einer „Partei“ zu praktizieren. Als verletzte „Partei“ könne sowohl die in ihrem ethischen und rechtlichen Empfinden verletzte Allgemeinheit als auch das geschädigte Tier betrachtet werden. Die Institution einer Tieranwaltschaft erfülle daher nicht zuletzt auch eine Entlastungsfunktion für die Behörden. Die Tieranwaltschaft sollte dem krassen Vollzugsdefizit im Tierschutzbereich entgegenwirken, indem sie durch die Wahrnehmung der Interessen der Schwächeren dem extremen Interessenungleichgewicht entgegenwirke. Die Einrichtung der Tieranwaltschaft wönnte nach dem in Vorbild der Patientenanwaltschaft (§ 13 Unterbringungsgesetz, Vereinssachwalter und Patientenanwaltschaftsgesetz) konzipiert sein, die seit 1990 die Rechte der Patienten im gerichtlichen Unterbringungsverfahren wahrnehme. Der Tieranwaltschaft wäre daher Parteistellung in Verfahren nach dem Bundes-Tierschutzgesetz einzuräumen, da das Vollzugsdefizit in Tierschutzangelegenheiten de lege lata nicht zuletzt auf die mangelnde Beschwerde und Rechtsmittellegitimation sowie auf die Verweigerung des Rechtes auf Akteneinsicht zurückzuführen wäre. Die Rechtsinstitute der Verbandsbeschwerde und der Parteistellung zur Wahrnehmung objektiven Rechts wäre dem österreichischen Recht keineswegs fremd: § 29 des Konsumentenschutzgesetzes und § 14 des Bundesgesetzes gegen den unlauteren Wettbewerb sehen die Wahrnehmung bestimmter Ansprüche durch Interessenvertretungen vor, § 44 Kartellgesetz räume den dort genannten Körperschaften des öffentlichen Rechts Parteistellung im kartellgerichtlichen Verfahren ein. In der Schweiz hätte sich das seit 1966 in den Bereichen des Umwelt-, Natur- und Heimatschutzes bestehende Verbandsklagerecht bestens bewährt.

### Öffentliche Tierschutzförderung
Weil die neun damals bestehenden Tierschutzgesetze die Förderung des Tierschutzes vielfach zum öffentlichen Anliegen erklärt hätten, wäre es an der Zeit, ein diesem Bekenntnis entsprechendes Handeln einzufordern. Der Bund als (künftiger) Gesetzgeber im Tierschutzbereich und die Länder als Exekutive hätten die Tierschutzanwaltschaft gemeinsam zu finanzieren. Realistisch erscheinen würde vorerst ein Tierschutzanwalt/eine Tierschutzanwältin pro Bundesland, wobei der Bereich des Denkmalschutzes (Landeskonservatoren, Bundesdenkmalamt) als organisationsrechtliches Modell dienen könnte. Öffentliches Anliegen sollten nicht zum weitaus überwiegenden Teil auf private und ehrenamtliche Initiativen abgewälzt werden. Der Bund hätte daher u. a. Tierheime zu finanzieren, die Tätigkeit gemeinnütziger Tierschutzvereine zu subventionieren, Lehrerfortbildung im Tierschutzbereich finanziell und ideell sowie durch legistische Maßnahmen zu unterstützen, für artgerechte Tierhaltung zu werben und diese (z. B. unter Heranziehung des von Univ.-Doz. Dr. Bartussek konzipierten Tiergerechtheitsindex) durch Prämien zu fördern.

## Ergebnis
| Gebiet           | Stimmberechtigte | gültige Eintragungen | Stimmbeteiligung |
| ---------------- | ---------------- | -------------------- | ---------------- |
| BURGENLAND       | 213.921          | 11.167               | 5,22 %           |
| KÄRNTEN          | 418.120          | 18.773               | 4,49 %           |
| NIEDERÖSTERREICH | 1.123.631        | 108.984              | 9,70 %           |
| OBERÖSTERREICH   | 976.702          | 58.983               | 6,04 %           |
| SALZBURG         | 347.060          | 27.239               | 7,85 %           |
| STEIERMARK       | 904.104          | 66.625               | 7,37 %           |
| TIROL            | 454.662          | 28.108               | 6,18 %           |
| VORARLBERG       | 222.479          | 12.657               | 5,69 %           |
| WIEN             | 1.106.813        | 126.561              | 11,43 %          |
| ÖSTERREICH       | 5.767.492        | 459.096              | 7,96 %           |

Da somit mehr als 100 000 gültige Eintragungen von Stimmberechtigten ermittelt wurden, stellte die Bundeswahlbehörde fest, dass ein Volksbegehren im Sinn des Art. 41 Abs. 2 des Bundes-Verfassungsgesetzes in der Fassung von 1929 vorlag.
Aufgrund der hohen Stimmbeteiligung wurde das Tierschutz-Volksbegehren im Weiteren im österreichischen Nationalrat behandelt.

## Erfolg
Trotz der großen Unterstützung des Tierschutzvolksbegehrens in der Bevölkerung wurde am 26. Februar 1997 im Nationalrat der Antrag zur Schaffung eines bundeseinheitlichen Tierschutzgesetzes (TSchG) zunächst auf einen unbestimmten Zeitpunkt verschoben. Die Hauptforderung des Tierschutz-Volksbegehrens wurde erst zum 1. Jänner 2005 umgesetzt. Seitdem ist die Gesetzgebung in Angelegenheiten des Tierschutzes mit Ausnahme der Ausübung der Jagd oder der Fischerei Bundessache (Art. 11 Abs. 1 Z 8 B-VG). Angelegenheiten der örtlichen Sicherheitspolizei einschließlich der Sicherheitsaspekte der Tierhaltung („Gefahrenabwehr“) liegen dagegen weiterhin im selbständigen Wirkungsbereich der Länder. Ein Beispiel ist das Wiener Tierhaltegesetz.
Viele durch das Bundestierschutzgesetz erreichte Regelungen werden im Nachhinein immer wieder als Belege dafür angeführt, dass Österreich ein vorbildliches Tierschutzgesetz hat. Aus Sicht von Tierschutzvereinen gibt es dennoch viele verbesserungswürdige Aspekte. Der VGT nennt beispielsweise die Mastschweine „die großen Verlierer“ des Tierschutzgesetzes, weil in diesem Bereich in einigen Bundesländern zuvor bereits deutlich höhere Tierschutzstandards gegolten hatten. Im Zuge der nationalen Vereinheitlichung wurden die Tierschutzanforderungen in der Schweinemast laut dem Verein sogar unter die niedrigsten in der EU zulässigen Regelungen gesetzt. Das wurde durch einen Fehler in der Übersetzung des Europäischen Rechts möglich.